# Leo Babauta
Leo Babauta (* 30. dubna 1973) je americký spisovatel, autor bestselleru The Power of Less (2008). Jeho kniha Zen To Done (ZTD) už v názvu odkazuje na metodu GTD (Getting Things Done) Davida Allena. Babauta je autorem titulů The Simple Guide to a Minimalist Life, The Essential Motivation Book a The Zen Habits Handbook for Life.

## Blog Zen Habits
Otevřeně říká, že jej inspiruje prostá filozofie zenového buddhismu, praktikuje zazen (meditace) a miluje minimalistickou estetiku. Svůj blog nazval Zen Habits, protože termín „zen“ vystihuje jeho filozofii. Blog Zen Habits se soustředí na hledání jednoduchosti v každodenním chaosu. Je o umění koncentrovat se na věci, které jsou důležité, a docílit spokojenosti se svou prací, životem, sám se sebou. Na blogu jsou každý týden publikovány tři články týkající se: jednoduchosti, zdraví a fitness, motivace a inspirace, střídmosti, rodinného života, štěstí, životních cílů, o tom, jak mít hotovo (Getting Things Done) a přitom žít okamžikem. „Věřím, že každá změna ve vašem životě, kterou stojí za to udělat, vyžaduje vybudování dobrých návyků, a to nikoli přes noc,“ říká Babauta. „Tyto návyky je třeba kultivovat denní praxí.“[zdroj⁠?!] Zen v názvu (a podtitul Usmívej se, dýchej a jdi pomalu) jen připomíná potřebu jednoduchosti v životě, potřebu udržení soustředěnosti a klidu na cestě k vytvoření dobrých návyků a dosažení cílů. S více než 185 tisíci návštěvníky patří Zen Habits mezi TOP 100 blogů světa.

## Osobní život
Má šest dětí (Chloe, Justin, Rain, Maia, Seth and Noelle). Donedávna žil na ostrově Guam (USA) v Tichomoří, odkud se v červnu 2010 přestěhoval do San Franciska, kde strávil léta svého dospívání. Babauta o sobě tvrdí, že je běžec-maratonec a vegetarián.[zdroj⁠?!]

## Knihy v češtině
Česky dosud vyšly tři jeho tituly: Síla jednoduchosti (Power of Less), Zen a hotovo (Zen To Done), Soustředění (Focus) a 52 změn (52 changes) .
Síla jednoduchosti: 6 klíčových principů efektivity, které změní váš život (Computer Press 2010). Jak dosáhnout primárních cílů, pokud den má omezený počet hodin, naše energie není nekonečná a peněženka bezedná. Základní kapitoly:
1. Stanovte si limit.
2. Rozpoznejte, co je podstatné.
3. Zjednodušujte.
4. Zaměřte pozornost.
5. Vytvořte si návyky.
6. Začněte v malém.

Zen a hotovo: zcela jednoduchý systém osobní produktivity (Jan Melvil Publishing 2010). Naprosto minimalistický systém deseti jednoduchých návyků na zlepšení produktivity a osobní rovnováhy nazvaný Zen to done (ZTD). Babauta zde rozvíjí to nejlepší z komplexních systémů GTD (Getting Things Done) Davida Allena a Stephena Coveyho a vytváří tak unikátně komprimovaný celek.
Deset návyků podle Babauty:
1. Shromažďování
2. Třídění
3. Plánování
4. Vykonání
5. Jednoduchý věrohodný systém
6. Uspořádávání
7. Hodnocení
8. Zjednodušování
9. Rutiny
10. Najděte svou vášeň

Soustředění: jak nalézt klid a jednoduchost v hektické současnosti (Jan Melvil Publishing 2011). Babauta se zde zabývá problémem nedostatku soustředění a přibližuje své metody, kterými ho dosahuje zpět. Jednotlivé kroky této metody zároveň tvoří základní kapitoly knihy. Autor na základě svých zkušeností popisuje, jak se zbavit rozptylování a ve druhé polovině knihy učí čtenáře účinně se soustředit na menší objem práce.
Základní kroky Babautovy metody:
1. Zbavte se rozptylování
2. Zjednodušujte
3. Soustřeďte se

52 změn: drobná změna každý týden z vás za rok může udělat produktivnější a spokojenější osobnost (Blue Vision 2013). Baudata nabízí 52 jedno až třístránkových nápadů na změny, které mohou napomoci spokojenějšímu životu. Každá změna začíná popisem přínosů a následuje několik praktických ukázek, jak lze danou změnu začlenit do každodenního života. 
Změny nabádají k:
1. soustředění se na důležité věci
2. zjednodušení si života a mít radost z maličkostí
3. dělat více, co nás baví
4. zdravou stravu, odpočinek a sport
5. sebereflexi, zkoumání svých myšlenek a pocitů a meditaci
6. omezit snahu mít vše pod kontrolou a vynutit si svou představu o světě tedy zbavit se očekávání, soudů a předsudků
7. uklidit si
8. zbavit se dluhů, vytvořit si rozpočet a tvořit